# Edgar Rosander
Karl Edgar Rosander, född 10 februari 1896 i Åtvids församling, Östergötlands län, död 28 februari 1978 i Kungsholms församling, Stockholms län, var en svensk jurist, ämbetsman och bankdirektör. 1940–44 var han konsultativt statsråd (juristkonsult) i samlingsregeringen Hansson III. 

## Biografi
Rosander var son till sadelmakare Karl Peter Rosander (f. 1866) och Elin Kristina Eugenia Karlsson (f. 1868). Han hade sju syskon och var i unga år sadelmakarlärling. Han avlade studentexamen i Lund 1917 och juris kandidatexamen vid Uppsala universitet 1921. Efter fullbordad tingsmeritering och en tids tjänstgöring i Göta hovrätt var Rosander 1925–28 knuten till rådhusrätten i Norrköping, huvudsakligen med tjänstgöring som assessor. Han var 1929–1930 stadsnotarie och notarius publicus i Uppsala samt 1931–32 rådman där. Dessutom innehade han ett flertal uppdrag hos stadens kommunala organ. 
Från 1932–50 var Rosander borgmästare i Eskilstuna stad. Rosander var statens förlikningsman i femte distriktet 1939–40. Oktober 1940 till september 1944 tillhörde han samlingsregeringen Hansson III som konsultativt statsråd (juristkonsult). Vid sidan av tjänsten hade Rosander ett stort antal uppdrag av olika slag. 1933 blev han ordförande i Eskilstuna sparbanks styrelse, 1939 ledamot av Svenska sparbanksföreningens styrelse och dess arbetsutskott, 1939 ordförande i styrelsen för Södermanlands läns sparbanksförening och 1946 ordförande i styrelsen för Sparbankernas bank AB. Från 1939 var han ledamot av domkapitlet i Strängnäs stift och från 1939 vice ordförande i föreningen Sveriges stadsdomare. Från 1945 var han ordförande i länsarbetsnämnden i Södermanlands län och ordförande i styrelsen för Sveriges centrala restaurang AB (SCRA, Riks-Sara). Han var verkställande direktör för Sveriges Kreditbank 1950–61.
Rosander gifte sig 1926 med folkskollärarinnan Ellen Fredrike Nordenstam (1897–1972). Paret fick två döttrar, Kerstin (f. 1927) och Gunilla (f. 1937).

## Utmärkelser
- Kommendör med stora korset av Nordstjärneorden, 15 november 1944.[2]